# Паливно-енергетичний комплекс

Па́ливно-енергети́чний ко́мплекс (ПЕК) — сукупність галузей промисловості, що забезпечують країну паливом, електроенергією та тепловою енергією.

## Загальні відомості
Паливно-енергетичний комплекс (ПЕК) — сукупність галузей промисловості, що забезпечують країну паливом і електроенергією. ПЕК здійснює видобуток і переробку різних видів паливних і енергетичних ресурсів — вугільних, нафтових, газових, ядерних, торфових, біологічних тощо. Основними складовими частинами комплексу є електроенергетика, нафтова, нафтопереробна, газова промисловості (див. нафтогазовий комплекс) й вугільна промисловість.
На всіх етапах розвитку цивілізації енергетика була і надалі залишається головною складовою всякого виробництва. У XX ст. мінеральні види палива (нафта, газ, вугілля, горючі сланці) і електроенергетика стали основою світового пром. виробництва і науково-технічного прогресу. Ступінь енерго- і електрозабезпеченості — один з головних чинників, що визначають рівень економічного і технічного розвитку кожної країни.
Тенденції світового енергокористування, за джерелами у 1990—1998 рр., показують, що річний приріст споживання нафти і природного газу становив по 2 %, вугілля — 0 %, водночас вітрової, сонячної, геотермальної, гідроенергії та ядерної енергії відповідно 22; 16; 4; 2 та 1 %.

## ПЕК сучасної України
ПЕК сучасної України сформувався у XX ст. і зорієнтований на нафту, газ, вугілля та ядерне паливо. Власні паливно-енергетичні ресурси України представлені головним чином кам'яним та бурим вугіллям Донецького, Львівсько-Волинського та Придніпровського басейнів. Україна володіє потужною енергетичною системою, що складається з теплоелектростанцій і теплоелектроцентралей, мережею атомних станцій (бл. 25 % загальної генеруючої потужності) і гідроелектростанцій.